# Febbre dell'Oropouche

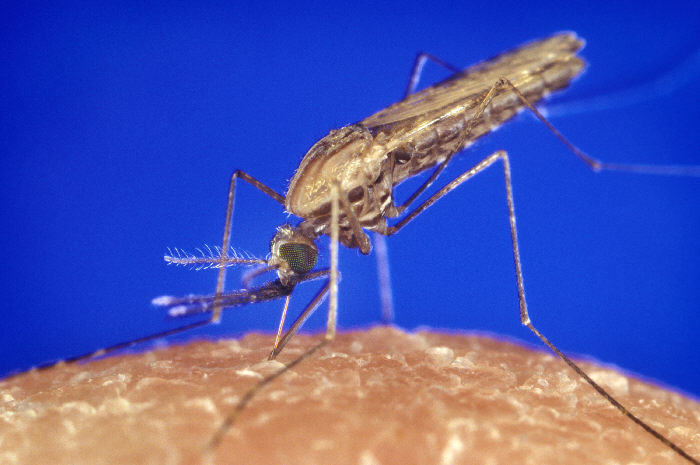
Le zanzare sono la modalità con la quale il virus oropouche può trasferire l'infezione da un ospite all'altro causando la febbre oropouche nell'essere umano.

La febbre di Oropouche è un'infezione virale tropicale trasmessa dalla puntura di moscerini e zanzare dal sangue dei bradipi all'uomo. La malattia prende il nome dalla località in cui viene scoperta e isolata per la prima volta presso il Trinidad Regional Virus Laboratory nel 1955 presso il fiume Oropouche presso Trinidad e Tobago. La febbre Oropouche è causata da un arbovirus specifico, il virus Oropouche (OROV), della famiglia Bunyaviridae.
Le epidemie sono comuni e rapide, una tra le più precoci e grandi epidemie di questa infezione si è verificata nella città di Belém, nello stato dell'Amazzonia Brasiliana del Pará, con circa 11.000 casi registrati. In questa regione, l'oropouche è la seconda più frequente infezione virale, dopo la dengue. Diverse grandi epidemie hanno causato più di 263.000 casi, di cui 130.000 nel periodo tra il 1978 e il 1980. Da lì, nel solo Brasile si sono stimati più di mezzo milione di casi. Ciò nonostante, le cliniche brasiliane non hanno avuto la capacità di un'elevata affidabilità dei test in quanto si basava sulla sintomatologia piuttosto che sul sequenziamento genomico virale tramite PCR, la quale è costosa e dispendiosa nel tempo, in molti casi era probabilmente occorso una co-infezione con altri simili virus trasmessi dalle zanzare.

## Sintomi e segni
La febbre dell'Oropouche è caratterizzata da un'acuta sintomatologia febbrile, ovvero che inizia con un improvviso stato febbrile seguito da una grave sintomatologia clinica. Il periodo di incubazione varia dai 4 agli 8 giorni prima di iniziare a notare i segni dell'infezione, che inizia dal sito di puntura della zanzara o del moscerino.
La febbre arriva la maggior parte delle volte ad alti valori, come 40°C. I sintomi clinici includono brividi di freddo, mal di testa, mialgia, artralgia, capogiri, fotofobia, vomito, dolore epigastrico e rash.
Sono stati osservati, inoltre, casi in cui il rash è simile a quello della rosolia e i pazienti che presentano sintomi sistematici che includono nausea, vomito, diarrea, edema polmonare, dolore addominale e dolore retro-orbitale.
L'iniziale episodio febbrile passa tipicamente in pochi giorni, ma è comune avere una ricorrenza di questi sintomi con minore intensità. Gli studi hanno mostrato che questo accade in circa il 60% dei casi.

## Causa
Il virus oropouche è un'agente infettivo che causa la febbre dell'oropouche.
Questo è un arbovirus ed è trasmesso dai bradipi, marsupiali, primati e uccelli attraverso le zanzare Aedes serratus e Culex quinquefaciatus. Il virus oropouche è evoluto a un ciclo urbano di trasmissione all'uomo grazie ai moscerini, i quali sono i principali diffusori di tale patogeno.
Il 19 ottobre 2024 il tgr Veneto dava notizia dell'isolamento del virus, da parte dell!ospedale di Negrar (Vr), nello sperma di un paziente, il che apre la porta alla possibilità di trasmissione per via sessuale.
OROV è stato descritto per la prima volta a Trinidad e Tobago nel 1955 quando il ceppo prototipo è stato isolato dal sangue di un uomo febbrile dalla zanzara Coquillettidia venezuelensis. In Brasile, OROV fu descritto nel 1960 quando fu isolato da un Bradypus tridactylus e dalla zanzara Ochlerotatus serratus catturata vicino alla superstrada Belém-Brasilia durante la sua costruzione. Il virus oropouche è responsabile per causare massive ed esplosive epidemie nell'America Latina, facendola classificare come la seconda più comune infezione arbovirale mai vista in Brasile. Finora gli unici casi segnalati di febbre Oropouche sono stati in Brasile, Panama, Perù, Bolivia, Colombia, Cuba, Trinidad e Tobago e uno importato in Veneto, Italia, da una paziente che di recente aveva visitato la regione tropicale caraibica.
La febbre Oropouche si verifica principalmente durante le stagioni piovose perché c'è un incremento dei siti di riproduzione nelle popolazioni dei vettori. Inoltre, durante le stagioni secche c'è una probabilità di decesso dei focolai che diminuisce la quantità di moscerini perché la quantità dei focolai è relazionata al numero della popolazione umana che non è stata ancora esposta al patogeno.

## Meccanismo
Come già detto prima, il virus che causa questa febbre, OROV, appartiene alla famiglia dei Peribunyaviridae, degli arbovirus. Questo è un virus a RNA a senso negativo e a singolo filamento. Non ci sono specifici studi ultrastrutturali del virus oropouche nei tessuti umani che sono stati registrati a oggi. Questo agente virale condivide caratteristiche morfologiche strutturali simili con altri membri del genere Orthobunyavirus. I membri di questo genere hanno un genoma a RNA, a singolo filamento, a tre parti e senso negativo di piccolo (S), medio (M) e grande (L) di segmenti di RNA. Questi segmenti hanno la funzione di codificare i nucleocapsidi, le glicoproteine e la RNA polimerasi. Tramite analisi filogenetiche dei geni del nucleocapside in diversi ceppi di virus oropouche, è stato rivelato che ci sono tre unici genotipi (I, II, III) che si diffondono attualmente attraverso l'America centrale e del Sud.

## Patogenesi
Non esistono tante informazioni riguardante la patogenesi di tale virus. È noto che entro 2-4 giorni dall'insorgenza dei sintomi, la presenza di questo virus viene rilevata nel sangue. In alcuni casi è stato anche recuperato nel liquidio cerebrospinale, ma il modo in cui invade il sistema nervoso centrale (SNC) è sconosciuto. In uno studio su tre pazienti con meningoencefalite da oropouche confermata in laboratorio, due dei tre pazienti presentavano condizioni di base che possono influenzare il SNC e il sistema immunitario, infatti uno dei due pazienti aveva l'HIV/AIDS e il terzo aveva neurocisticercosi; gli autori hanno teorizzato che l'invasione del SNC da parte di OROV è facilitata, presumibilmente, da un danno preesistente alla barriera emato-encefalica.

### Modelli di animali
Sono stati condotti anche studi sperimentali utilizzando come modello dei murini.
I topi neonati BALB/c sono stati trattati con questo virus per via sottocutanea e hanno presentato sintomi clinici cinque giorni dopo l'inoculazione. I topi hanno rivelato un'alta concentrazione del virus nel cervello insieme all'infiammazione delle meningi e all'apoptosi dei neuroni. Questi risultati hanno confermato il neurotropismo di questo agente patogeno, il che significa che è in grado di infettare le cellule nervose. Per rivelare come questo virus avesse la capacità di accedere al SNC è stato utilizzato il test di immunoistochimica. Man mano che l'infezione progredisce, il virus attraversa la barriera emato-encefalica e si diffonde al parenchima cerebrale portando a gravi manifestazioni di encefalite. L'infezione da OROV inizia dalle parti posteriori del cervello e progredisce verso il proencefalo. L'OROV si diffonde attraverso le vie neurali durante le prime fasi dell'infezione, raggiungendo il midollo spinale e viaggiando verso l'alto fino al cervello attraverso il tronco encefalico.

## Diagnosi
La diagnosi di laboratorio dell'infezione di OROV è fatta tramite classiche tecniche di virologia molecolare. Ed includono:
1. Isolamento virale nei topi appena nati e in culture cellulari[4]
2. Esami serologici, come il test di inibizione dell'emoagglutinazione, il test di neutralizzazione e il test di fissazione del complemento e il test ELISA enzimatico interno per la rilevazione di immunoglobuline totali, IgM e IgG utilizzando sieri convalescenti[4][7]
3. Reazione a catena della polimerasi inversa (RT-PCR) e la real time RT-PCR per la ricerca del genoma in campioni acuti (siero, sangue e le viscere di animali infetti)[4]

La diagnosi clinica della febbre dell'oropouche è impegnativa a causa della natura aspecifica della malattia; in alcuni casi, può essere confusa con la febbre dengue o altre infezioni arbovirali.

## Prevenzione
La febbre dell'oropouche si presenta nei focolai, quindi la possibilità di contrarla anche dopo essere stati esposti a delle aree con moscerini e zanzare è bassa. Le strategie di prevenzione includono ridurre la riproduzione dei moscerini attraverso la riduzione delle fonti di riproduzione stesse (rimuovere e modificare i siti di riproduzione) e ridurre i contatti tra i moscerini e le persone. Questo può essere raggiunto riducendo il numero di strutture d'acqua artificiali o naturali dove le larve di questi moscerini crescono.
Non esiste, attualmente, un vaccino.

## Trattamenti
Non ci sono cure specifiche per questa febbre virale; il trattamento è sintomatico.
L'uso di aspirina non è consigliato in quanto può ridurre la coagulazione del sangue e potrebbe aggravare gli effetti emorragici e prolungare la guarigione.

## Prognosi
L'infezione solitamente è autolimitata e le complicazioni molto rare. La malattia solitamente dura circa una settimana, in alcuni casi può essere più lunga e i dolori e la fatica possono persistere per diverse settimane. I pazienti solitamente guariscono completamente senza effetti sul lungo periodo. Fino al 2024 non erano stati registrati decessi, quando sono decedute due persone nello stato Brasiliano di Bahia.